# Trelleborgs Rådhus AB
Trelleborgs Rådhus AB är ett svenskt förvaltningsbolag som agerar moderbolag för de verksamheter som Trelleborgs kommun har valt att driva i aktiebolagsform. Bolaget ägs helt av kommunen.

## Bolag
Källa: 
- AB Visit Trelleborg
- Aktiebolaget Trelleborgshem
  - TH Bilplats AB
  - Trelleborgshem Holdings AB
  - Trellevall AB
- Fastighets AB Kaplanen 6
- Trelleborgs Energi AB
  - Trelleborgs Elnät AB
- Trelleborgs Hamn Aktiebolag